# (592044) 2014 MB70
(592044) 2014 MB70 est un transneptunien classé comme cubewano, de magnitude absolue 6,04. Son diamètre est estimé à 307 km.